# Liste der Age-of-Empires-II-Turniere
Die folgende Tabelle gibt eine Übersicht über einige der aktuellsten bzw. bedeutendsten Turniere der Age-of-Empires-II-Szene, die üblicherweise live übertragen oder kurz nach der Austragung von den Veranstaltern und teilweise auch von anderen Kommentatoren veröffentlicht werden.

## Age of Empires II: Definitive Edition
| Datum             | Wettbewerb                    | Sieger         | 2. Platz         | 3. Platz                             | Preisgeld | Beschreibung |
| ----------------- | ----------------------------- | -------------- | ---------------- | ------------------------------------ | --------- | --- |
| 08.07.–30.07.2023 | Delicious Whirled Cup         | GamerLegion    | Aftermath        | Barbeguettes                         | $ 23.172  | Online-Teamturnier (3 vs. 3), 16 Teams                                                                            |
| 05.06.–02.07.2023 | Masters of Arena 7            | TaToH          | Vinchester       | Valas / Villese                      | $ 10.000  | Online-Turnier auf der Karte Arena, 32 Spieler                                                                    |
| 20.02.–03.06.2023 | Nations Cup 2023              | China          | Kanada           | Finnland                             | $ 16.650  | Online-Teamturnier mit den inoffiziellen Nationalmannschaften                                                     |
| 09.05.–28.05.2023 | King of the Desert 5          | Hera           | TheViper         | Yo                                   | $ 80.000  | Online-Turnier, 32 Spieler                                                                                        |
| 11.03.–19.03.2023 | Nili's Apartment Cup 4        | Hera           | Liereyy          | Yo / TheViper                        | $ 85.747  | LAN-Turnier in Berlin, 10 Spieler                                                                                 |
| 02.01.–12.02.2023 | T90 Titans League 2: Platinum | TheViper       | Hera             | Liereyy / TaToH                      | $ 17.300  | Online-Turnier, 24 Spieler                                                                                        |
| 15.12.–17.12.2022 | The Grand Melee               | Hera           | Liereyy          | TheViper                             | $ 100.000 | LAN-Turnier in Hannover mit 9-Dorfbewohner-Start, 8 Spieler                                                       |
| 10.11.–27.11.2022 | Warlords                      | TheViper       | Hera             | Liereyy                              | $ 30.000  | Online-Turnier mit 9-Dorfbewohner-Start, 16 Spieler                                                               |
| 21.10.–29.10.2022 | Red Bull Wololo: Legacy 2022  | TaToH          | Liereyy          | Villese / Hera                       | $ 200.000 | LAN-Turnier im Heidelberger Schloss mit Feudalzeit-Start, 16 Spieler                                              |
| 10.09.–18.09.2022 | Death Match World Cup 5       | FreakinAndy    | Ganji            | Frost_9 / True                       | $ 10.000  | Online-Turnier, 16 Spieler. Spieler starten mit allen Technologien und sehr vielen Ressourcen.                    |
| 27.06.–07.08.2022 | T90 Titans League: Platinum   | Vinchester     | Villese          | Hera / TheViper                      | $ 17.300  | Online-Turnier, 24 Spieler                                                                                        |
| 16.07.–31.07.2022 | RMS Cup 2                     | Yo             | TaToH            | Hera / Villese                       | $ 18.400  | Online-Turnier mit von Fans erstellten Karten, 16 Spieler                                                         |
| 02.06.–26.06.2022 | Battle of Africa 3            | Aftermath      | GamerLegion      | Suomi / Los Machos                   | $ 30.000  | Online-Teamturnier (3 vs. 3), 16 Teams                                                                            |
| 08.01.–06.02.2022 | Wandering Warriors Cup        | TheViper       | DauT             | Vinchester / TaToH                   | $ 25.000  | Online-Turnier, 128 Spieler                                                                                       |
| 18.11.–12.12.2021 | King of the Desert 4          | TheViper       | Vinchester       | Liereyy                              | $ 77.500  | Online-Turnier, 32 Spieler                                                                                        |
| 08.10.–10.10.2021 | Holy Cup                      | Hera           | Liereyy          | DauT / TheViper                      | $ 15.000  | Online-Turnier, 16 Spieler                                                                                        |
| 13.09.–19.09.2021 | Red Bull Wololo V: Enthrone   | TheViper       | Liereyy          | Jordan / MbL                         | $ 100.000 | LAN-Turnier im Heidelberger Schloss mit Feudalzeit-Start, 14 Spieler (zzgl. 282 Qualifikanten)                    |
| 21.08.–05.09.2021 | Empire Wars Duo 2             | Hera / Liereyy | dogao / miguel   | BadBoy / SongSong – TheMax / Villese | $ 22.500  | Online-Teamturnier mit Feudalzeit-Start, 16 Teams, Organisator: LidaKor                                           |
| 23.07.–25.07.2021 | The Open Classic              | Yo             | Liereyy          | TaToH                                | $ 35.000  | Online-Turnier, 128 Spieler                                                                                       |
| 19.06.–27.06.2021 | Red Bull Wololo 4             | Liereyy        | Hera             | Vinchester / TheViper                | $ 30.000  | Online-Turnier mit Feudalzeit-Start und Zeitlimit, 16 Spieler                                                     |
| 26.04.–09.05.2021 | Death Match World Cup 4       | TheViper       | TheCode          | I2aGe                                | $ 10.000  | 32 Spieler mit Double knock-out. Spieler starten mit allen Technologien und sehr vielen Ressourcen.               |
| 02.04.–25.04.2021 | Two Pools 2                   | Hera / Liereyy | TheMax / Villese | Yo / lyx – Nicov / MbL               | $ 10.753  | Online-Teamturnier, 16 Teams, Organisator: LidaKor                                                                |
| 18.03.–21.03.2021 | Hidden Cup 4                  | Hera           | Jordan           | Yo / TheViper                        | $ 87.240  | Online-Turnier mit geheimen Identitäten, 16 Spieler (zzgl. 56 Qualifikanten), Organisatoren: T90Official und Dave |
| 13.03./14.03.2021 | Queen’s Clash (Gold-Division) | DS_Gabi        | Lavie Head       | OfeliaAoE                            | $ 5.000   | Online-Turnier für Frauen, 12 Spielerinnen, organisiert von TinyTriss und LilTrouble                              |
| 16.01.–24.01.2021 | Red Bull Wololo 3             | DauT           | Liereyy          | Villese / ACCM                       | $ 30.000  | Online-Turnier mit Feudalzeit-Start und Zeitlimit, 16 Spieler                                                     |
| 09.11.–20.12.2020 | 2v2 World Cup 2020            | Yo / lyx       | TheViper / MbL   | TaToH / LaaaaaN                      | $ 30.000  | Online-Teamturnier mit den inoffiziellen Nationalmannschaften gehostet von T90Official und Nacho_Aoe.             |
| 07.11.–08.11.2020 | Tournament Champions League   | TheViper       | Liereyy          | Hera                                 | $ 10.400  | Online-Turnier mit den 4 erfolgreichsten Spielern des Jahres 2020                                                 |
| 17.09.–25.10.2020 | King of the Desert 3          | Liereyy        | MbL              | Yo / Villese                         | $ 50.000  | Online-Turnier, 64 Spieler                                                                                        |
| 20.08.–23.08.2020 | Red Bull Wololo 2             | Liereyy        | Hera             | Yo / TheViper                        | $ 30.000  | Online-Turnier mit Feudalzeit-Start und Zeitlimit, 16 Spieler                                                     |
| 25.06.–02.08.2020 | Death Match World Cup 3       | TheViper       | TheCode          | True                                 | $ 10.000  | 16 Spieler mit Double knock-out. Spieler starten mit allen Technologien und sehr vielen Ressourcen.               |
| 10.05.–07.06.2020 | Battle of Africa 2            | Aftermath      | Team Secret      | Suomi / YinYang                      | $ 20.000  | Online-Teamturnier (3 vs. 3), 8 Teams                                                                             |
| 30.04.–03.05.2020 | Red Bull Wololo               | Yo             | TheViper         | Hera / Liereyy                       | € 20.000  | Online-Turnier mit Feudalzeit-Start und Zeitlimit, 16 Spieler                                                     |
| 19.03.–22.03.2020 | Hidden Cup 3                  | TheViper       | Hera             | TaToH / dogao                        | $ 56.830  | Online-Turnier mit geheimen Identitäten, 16 Spieler, Organisator: T90Official und Dave                            |
| 04.01.–12.01.2020 | Nili's Apartment Cup 3        | TheViper       | Hera             | Yo / TaToH                           | $ 40.560  | LAN-Einzel-Turnier in Hamburg, 9 Spieler, Organisator: Nili_AoE                                                   |

## Age of Empires II: The Conquerors mit WololoKingdoms
(Userpatch, durch den u. a. die Völker aus der HD Edition in Mehrspieler-Spielen im ursprünglichen Spiel gespielt werden können)
| Datum                 | Wettbewerb              | Sieger      | 2. Platz  | 3. Platz          | Preisgeld   | Beschreibung |
| --------------------- | ----------------------- | ----------- | --------- | ----------------- | ----------- | --- |
| 09.09.–07.10.2019     | Death Match World Cup 2 | TheViper    | TheCode   | True              | $ 2.000,00  | 2 Online-Turniere: 8 Profis bzw. 64 Amateure. Spieler starten mit allen Technologien und sehr vielen Ressourcen.              |
| 11.06.2018–01.09.2019 | Escape Champions League | Team Secret | Aftermath | Suomi             | $ 64.960,00 | Ligasystem mit 8 Teams. 7 Spieltage jeweils mit regionalem Karten-Thema und zwei verschiedenen Team-Größen (bzw. Einzel).     |
| 17.08.–21.08.2019     | Mono Civ Cup            | TheViper    | MbL       | Lyx / Nicov       | $ 650,00    | Online-Turnier. 16 Spieler wählten nach Ranglistenposition aufsteigend ein noch nicht gewähltes Volk und spielten nur dieses. |
| 11.04.–14.04.2019     | Hidden Cup 2            | TheViper    | TheMax    | MbL / Tim1        | $ 11.300,00 | Online-Turnier mit geheimen Identitäten, 16 Spieler, Organisatoren: T90Official, Dave                                         |
| 10.06.–04.08.2019     | Mangrove Shallows Cup   | Yo          | TaToH     | DauT / Hearttt    | $ 10.800,00 | Online-Turnier mit 16 Spielern. Karten bestanden zum Großteil aus einem bebaubaren, amphibischen Untergrund.                  |
| 09.02.–17.02.2019     | Nili's Apartment Cup 2  | TheViper    | TaToH     | MbL / Liereyy     | $ 14.500,00 | LAN-Einzel-Turnier in Hamburg, 8 Spieler, Organisator: Nili_AoE, Rocket Beans                                                 |
| 10.01.–03.02.2019     | King of the Desert 2    | TheViper    | Liereyy   | vivi / Yo         | $ 15.800,00 | Online-Turnier, 32 Spieler, Organisator: MembTV, chrazini                                                                     |
| 28.09.–30.09.2018     | Hidden Cup 1            | TheViper    | MbL       | miguel / slam     | $ 1.443,37  | Online-Einzel-Turnier mit geheimen Identitäten, 12 Spieler, Organisatoren: T90Official, Dave                                  |
| 08.07.–15.07.2018     | Nili's Apartment Cup 1  | TheViper    | Liereyy   | MbL               | $ 2.500,00  | LAN-Einzel-Turnier in Hamburg, 6 Spieler, Organisator: Nili_AoE                                                               |
| 11.03.–29.04.2018     | Battle of Africa 1      | Team Secret | Aftermath | Suomi / SY        | $ 6.503,00  | Online-Teamturnier (3 vs. 3), 8 Teams, Organisator: MembTV u. a.                                                              |
| 15.11.–16.12.2017     | King of the Desert 1    | TheViper    | Liereyy   | Heartttt / TheMax | $ 4.055,00  | Online-Einzel-Turnier, 8 Spieler, Organisator: MembTV u. a.                                                                   |

## Age of Empires II: The Conquerors
mit Userpatch
| Datum             | Wettbewerb          | Sieger   | 2. Platz  | 3. Platz      | Preisgeld   | Beschreibung          |
| ----------------- | ------------------- | -------- | --------- | ------------- | ----------- | --------------------- |
| 19.06.–04.11.2017 | SY Nations Cup III  | Brazil B | Finland A | China Frantic | $ 30.000,00 | Online-Team-Turnier   |
| 30.08.–04.10.2015 | SY Nations Cup II   | China A  | Canada    | Finland       | $ 47.400,00 | Online-Team-Turnier   |
| 26.05.–17.08.2014 | SY Nations Cup I    | China A  | Brazil A  | Argentinien A | $ 28.000,00 | Online-Team-Turnier   |
| 13.10.–08.12.2013 | Clash of the Titans | TheViper | Jordan_23 | DauT          | $ 21.200,00 | Online-Einzel-Turnier |

1 Eigentlich war Liereyy für das Halbfinale qualifiziert, konnte dieses aus privaten Gründen jedoch kurzfristig nicht wahrnehmen, weshalb der eigentlich schon im Viertelfinale gegen MbL ausgeschiedene Tim für ihn nachrücken durfte.